# Hanna Szumańska

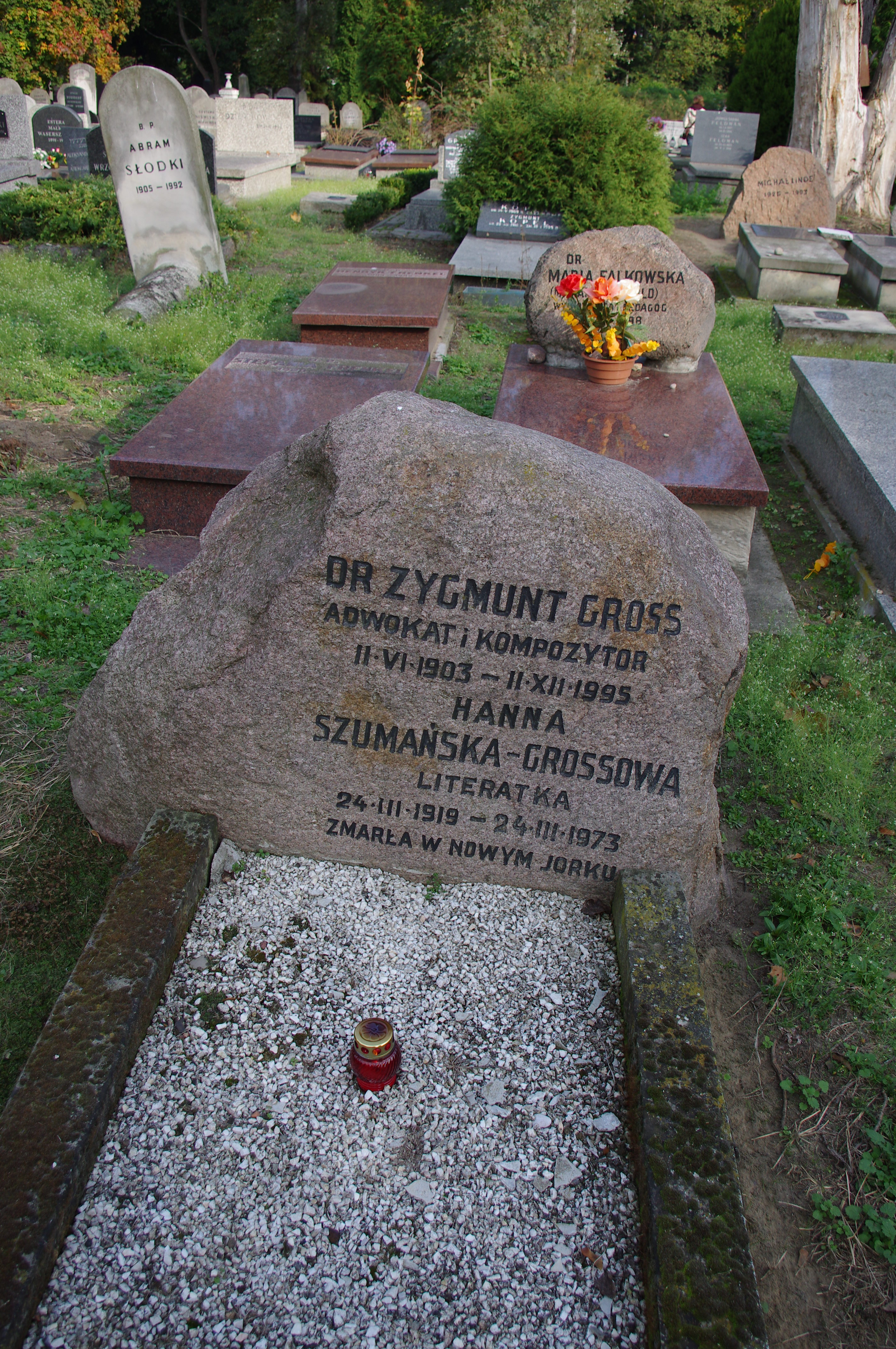
Grób Hanny Szumańskiej-Grossowej na cmentarzu żydowskim przy ul. Okopowej w Warszawie

Hanna Szumańska-Grossowa, pseud. Anna Wolska (ur. 24 marca 1919, zm. 24 marca 1973 w Nowym Jorku) – polska tłumaczka literatury francuskiej. 

## Życiorys
Była córką adwokata Wacława Szumańskiego (ur. 1883 w Łomży, zg. 1943 w Auschwitz), który m.in. bronił bojowców PPS i oskarżonych w procesie brzeskim, oraz Marii zd. Wydżga (1862-1961), która w okresie II wojny była więziona na Pawiaku i w Ravensbrück. Jej dziadek, Wiktor Szumański wywodził się z rodziny mieszczańskiej.
W 1928-1936 uczyła się w warszawskim Gimnazjum i Liceum Żeńskim Jadwigi Kowalczykowej i Jadwigi Jawurkówny, następnie studiowała psychologię na Wydziale Humanistycznym Uniwersytetu Warszawskiego.
W czasie wojny była łączniczką Biura Informacji i Propagandy Armii Krajowej. Jej pierwszy mąż, Stanisław Wertheim (wnuk Aleksandra, również pracownik BiP KG AK) został rozstrzelany w 1943 roku na Pawiaku razem bratem i rodzicami. Hanna pomagała w ukrywaniu się po aryjskiej stronie Zygmuntowi Grossowi, którego po wojnie poślubiła. 
Po wojnie podjęła studia z historii sztuki na UW, ale ich nie ukończyła. W 1949 kilka miesięcy przebywała we Francji. Po powrocie do Polski zajęła się tłumaczeniem literatury francuskiej na język polski. W wyniku antysemickiej kampanii w 1968 roku wyjechała wraz z rodziną do USA.
Jej synem jest Jan Tomasz Gross, socjolog i historyk, profesor wydziału historii Uniwersytetu Princeton.

## Książki
- Podróże Stefana Szolca Rogozińskiego, Warszawa: Państwowy Instytut Wydawniczy 1967.

## Wybrane przekłady (pierwsze wydania)
- Henri Claude, Plan Marshalla, posł. opatrzył Tadeusz Łychowski, Warszawa: Państwowy Instytut Wydawniczy 1950.
- Emil Zola, Podbój miasta Plassans, Warszawa: Książka i Wiedza 1950.
- Paul Cribeillet, Życie i walka partyzantów, wstęp J. Rayska; przedm. H. Bourbon, Warszawa: Książka i Wiedza 1951.
- Wiktor Hugo, Człowiek śmiechu, t. 1-2, wstępem i objaśnieniami opatrzył Maciej Żurowski, Warszawa: Książka i Wiedza 1953.
- Wiktor Hugo, Literatura i polityka, wybór Macieja Żurowskiego; przedm. i przypisy Zbigniewa Bieńkowskiego, Warszawa: Państwowy Instytut Wydawniczy 1953.
- Wiktor Hugo, Nędznicy, t. 1-2, oprac. tekstu, posł. i objaśnienia Macieja Żurowskiego, przekł. "Biblioteki Arcydzieł Literatury" z r. 1931 przejrz. i popr. przy współpr. Hanny Szumańskiej-Grossowej, Warszawa: Iskry 1954.
- Wiktor Hugo, Kozeta: fragment powieści "Nędznicy", Warszawa: Nasza Księgarnia 1954.
- Wiktor Hugo, Katedra Marii Panny w Paryżu, posł. Z. Bieńkowski, Warszawa: Państwowy Instytut Wydawniczy 1954.
- Karol de Coster, Legenda jako też bohaterskie, wesołe i sławne przygody Dyla Sowizdrzała i Jagnuszka Poczciwca w krajach flamandzkich i gdzie indziej, przeł. Julian Rogoziński; wstęp R. Rollanda, przeł. Hanna Szumańska-Grossowa; posł. T. de Vriesa, przeł. Czesław Przymusiński, Warszawa: Państwowy Instytut Wydawniczy 1955.
- Roger Boussinot, Lotnisko, Warszawa: Czytelnik 1956.
- Armand Lanoux, Dzień dobry, mistrzu, wiersze przeł. Jerzy Zagórski, Warszawa: Państwowy Instytut Wydawniczy 1957.
- Aleksander Dumas, W dwadzieścia lat później, przeł. cz. 1 Stefan Flukowski, cz. 2 H. Szumańska-Grossowa, Warszawa: Iskry 1957.
- Mohammed Dib, W kawiarni, Warszawa: Czytelnik 1957.
- Roger Peyrefitte, Klucze Piotrowe, Warszawa: Państwowy Instytut Wydawniczy 1959.
- Emil Zola, Dzieło, Warszawa: Państwowy Instytut Wydawniczy 1959.
- André Maurois, Trzej panowie Dumas, wiersze przeł. Włodzimierz Lewik, Warszawa: Państwowy Instytut Wydawniczy 1959.
- Emil Zola, Trzy miasta, przeł. Hanna Szumańska-Grossowa, Irena Wieczorkiewicz, Warszawa: Państwowy Instytut Wydawniczy 1959.
- Aleksander Dumas, Wicehrabia de Bragelonne, t. 2, tł. Hanna Szumańska-Grossowa, Warszawa: Iskry 1959.
- Malek Haddad, Ostatni obraz, Warszawa: Państwowy Instytut Wydawniczy 1960.
- Simone de Beauvoir, Pamiętnik statecznej panienki, Warszawa: Państwowy Instytut Wydawniczy 1960.
- Marguerite Yourcenar, Pamiętniki Hadriana, Warszawa: Państwowy Instytut Wydawniczy 1961.
- André Maurois, Adrianna, czyli Życie pani de La Fayette, wiersze przeł. Włodzimierz Lewik, Warszawa: Państwowy Instytut Wydawniczy 1962.
- Henri Beyle (Stendhal), Korespondencja, wybór oprac. Irena Wachlowska, Warszawa: Państwowy Instytut Wydawniczy 1963.
- Simone de Beauvoir, W sile wieku, Warszawa: Państwowy Instytut Wydawniczy 1964.
- Georges Duby, Robert Mandrou, Historia kultury francuskiej wiek X-XX, Warszawa: PWN 1965.
- Mourad Bourboune, Janowcowe wzgórze, Warszawa: Czytelnik 1966.
- Jacques Le Goff, Kultura średniowiecznej Europy, Warszawa: Państwowe Wydawnictwo Naukowe 1970.
- Alexis de Tocqueville, Dawny ustrój i rewolucja, tł. Anna Wolska; wstęp Jerzy Szacki, Warszawa: Czytelnik 1970.
- Leonard Verduin, Anatomia hybrydy: studium relacji państwa i Kościoła, tł. zespół Krzysztof Chruszczyński, Jerzy Madej, Anna Wolska, Warszawa: Jerzy Madej 2005.